# گارنارد، جزیره وایت
گارنارد (به انگلیسی: Gurnard) یک محله مدنی و روستا در بریتانیا است که در جزیره وایت واقع شده‌است. گارنارد ۴٫۰۸۶۳ کیلومتر مربع مساحت و ۱٬۶۸۲ نفر جمعیت دارد.